# St. Nikola an der Donau
St. Nikola an der Donau (auch Sankt Nikola an der Donau) ist eine Marktgemeinde in Oberösterreich im Bezirk Perg im Mühlviertel mit 801 Einwohnern (Stand 1. Jänner 2024).

## Geografie
St. Nikola an der Donau liegt auf 249 m Höhe im Mühlviertel und gehört zur Tourismusregion Donauland Strudengau. Die Ausdehnung beträgt von Nord nach Süd 7,2 km, von West nach Ost 6,9 km. Die Gesamtfläche beträgt 13,2 km². Die tiefste Stelle liegt an der Grenze zu Niederösterreich im Ortsteil Hirschenau auf rund 228 m ü. A., womit St. Nikola die tiefstgelegene Gemeinde in Oberösterreich ist.
53 % der Fläche sind bewaldet, 32,6 % der Fläche werden landwirtschaftlich genutzt.

### Gemeindegliederung
| Katastralgemeinden                                    | Ortschaften in der Gemeinde |
| ----------------------------------------------------- | --- |
| St. Nikola an der Donau (7,67 km²) Struden (5,52 km²) | Achleiten (ZH) · Hirschenau (R) · Moosbach (ZH) · Sankt Nikola an der Donau (M) · Sarmingstein (D) · Sattl (ZH) · Struden (D) · |
| Legende                                               | |

| In der Spalte Katastralgemeinden sind sämtliche Katastralgemeinden einer Gemeinde angeführt. In der Klammer ist die jeweilige Fläche in km² angegeben. |
| In der Spalte Ortschaften sind sämtliche von der Statistik Austria erfassten Siedlungen, die auch eine eigene Ortschaftskennziffer aufweisen, angeführt. In der Hierarchieebene derselben Spalte, rechts eingerückt, werden nur Ansiedlungen, die mindestens aus mehreren Häusern bestehen, dargestellt. Die wichtigsten der verwendeten Abkürzungen sind: - M = Hauptort der Gemeinde - Stt = Stadtteil - R = Rotte - W = Weiler - D = Dorf - ZH = Zerstreute Häuser - Sdlg = Siedlung - Hgr = Häusergruppe - E = Einzelgehöft (nur wenn sie eine eigene Ortschaftskennziffer haben) Die komplette Liste der Statistik Austria ist in: Topographische Siedlungskennzeichnung nach STAT Zu beachten ist, dass manche Orte unterschiedliche Schreibweisen haben können. So können sich Katastralgemeinden anders schreiben als gleichnamige Ortschaften bzw. Gemeinden. Quelle: Statistik Austria – |

Das Gemeindegebiet umfasst folgende Ortschaften (in Klammern Einwohnerzahl Stand 1. Jänner 2024):
- Achleiten (96)
- Hirschenau (54)
- Moosbach (26)
- Sankt Nikola an der Donau (243)
- Sarmingstein (131)
- Sattl (57)
- Struden (194)

Zuvor beim Gerichtsbezirk Grein gehört die Gemeinde seit 2003 zum Gerichtsbezirk Perg.

### Nachbargemeinden
| Bad Kreuzen |                                             | Waldhausen    |
| Grein       | Kompassrose, die auf Nachbargemeinden zeigt | Nöchling (NÖ) |
|             | Neustadtl (NÖ)                              |               |

## Geschichte
Die Raffelstettener Zollordnung regelte bereits im frühen 10. Jahrhundert den intensiven Warenhandel entlang der Donau, an deren Ufer im Laufe der Zeit einige Nikolauskirchen entstanden. Neben dem  Augustinerchorherrenstift St. Nikola (Passau) sind donauabwärts die Nikolauskirchen in Mauthausen und Hofkirchen bei Saxen und natürlich Sankt Nikola zu erwähnen. Im Jahr 926 wird der Strudel um Sankt Nikola als „Paige“ urkundlich erwähnt, als dort Bischof Dracholf von Freising ertrank.
Auf der östlichen Außenseite der Pfarrkirche St. Nikola ist die Zahl 1007 eingemeißelt. Dies lässt vermuten, dass bereits um diese Zeit zwischen späterem Spital und Friedhoflacke, das heißt auf dem „Kirchenberg“, eine Seelsorgstelle bestanden haben könnte.
Beatrix von Clam, Gattin des Walchun von Machland, stiftete 1141 das Spital „hospitale de Pahin“, das Papst Lucius III. 1185 unter päpstlichen Schutz stellte. Gemäß dieser Urkunde war Pahin der ältere übliche Ortsname. Im 12. Jahrhundert löste „sand niclas“ diese Ortsbezeichnung ab, denn die Rettungsrufe galten dem heiligen Bischof Nikolaus von Myra, dem Patron der Schiffsleute. Die Bezeichnung pahin bzw. paige lebt aber bis heute im Ortsnamen Persenbeug („böse Beuge“) weiter.
Flussabwärtsfahrende Schiffsreisende hatten bei der Kirche St. Nikola die Gefahr der Wirbel und Strudel der Strecke um Grein und Struden gerade hinter sich gebracht und sind auch bei der etwa im 13. Jahrhundert erbauten Burg Werfenstein und der Burg Pain aus dem 12. Jahrhundert vorbeigefahren, welche die Durchfahrt mit Ketten sperren konnte. Sie wurden dann gerne von Nachen auf dem Wasser aufgesucht und von deren Insassen um eine Spende für den heiligen Nikolaus gebeten. Damit wurden auch das Spital und die Bestattung von christlichen Verunglückten bezahlt.
Ursprünglich im Ostteil des Herzogtums Bayern liegend, gehörte der Ort St. Nikola seit 1156 zum Herzogtum Österreich. Die erste Nennung von Sankt Nikola stammt aus dem Jahr 1351 und bezog sich auf das Spital und die Sammlungen zu Ehren von „sand Niclas“. Im Jahre 1361 erlaubte Herzog Rudolf IV. dem Propst Albertus zu Waldhausen die Abhaltung eines freien Wochenmarktes in Sarmingstein und eines Jahrmarktes am Sonntag nach St. Kilian. 1391 wurde St. Nikola, das bis dahin eine Expositur des Stiftes Waldhausen gewesen war, eine selbständige Pfarre.
Seit 1490 wurde der Ort dem Fürstentum Österreich ob der Enns zugerechnet. Am 4. Februar 1511 erhob Kaiser Maximilian I. auf Bitten des Propstes zu Waldhausen die Orte St. Nikola und Sarmingstein zu Märkten. 1572 erhielten die beiden Märkte von Kaiser Maximilian II. ihre Marktwappen, das Pfleggericht von Struden wurde allerdings nach Grein verlegt. Mit dem Jahre 1603 beginnt die Pfarrchronik in St. Nikola. 1617 ertranken über 100 Personen im Lueg-Wasser, 1637 verunglückte ein vornehmer Schreiber im Strudel.
Während der Napoleonischen Kriege war der Ort mehrfach besetzt. Nachdem im Jahr 1805 französische Soldaten einer Nachhutgruppe die Bauern Johann Brandstätter vom Moosböckgut, Franz Zeitlhofer vom Dullingergut und Johann Prinz vom Ortnergut ermordet hatten, kam es zu einem erbitterten Kampf, bei dem die Einheimischen elf Franzosen töteten. In diesem Jahr wurde anlässlich dieses Vorfalls vermutlich die Sattler-Kapelle errichtet.
Mit den Donauregulierungen im 19. und 20. Jahrhundert verloren St. Nikola und die Nachbarorte ihre Bedeutung für die Flussschifffahrt im Strudengau.
Seit 1918 gehört der Ort zum Bundesland Oberösterreich. Nach dem Anschluss Österreichs an das Deutsche Reich am 13. März 1938 gehörte der Ort zum „Gau Oberdonau“. 1945 erfolgte die Wiederherstellung Oberösterreichs.

### Geschichte von Sarmingstein
Der Ort Sabinicha am Sarmingbach erhielt von den Machländern um das Jahr 1000 eine Burganlage mit Blick auf jenen Stromabschnitt, den der Mönch Arnold von St. Emmeram um das Jahr 1030 eine „Pogica caribdis“ (ein pogisches Seeungeheuer) nannte, „ubi esse videtur mortis hospitium“ (wo die Herberge des Todes zu sein scheint).
Von der Burg auf dem Sarmingstein gab es Sichtverbindung zu den Burgen Freyenstein, Hausstein, Werfenstein (Werfel, Wirbel) und Wörth, Grein und Klam.

### Geschichte von Struden
Die ehemals selbständige Gemeinde Struden wurde 1875 nach St. Nikola eingemeindet.

### Einwohnerentwicklung
1991 hatte die Gemeinde laut Volkszählung 919 Einwohner, 2001 dann 853 Einwohner um bis 2020 auf 762 zu sinken.

## Kultur und Sehenswürdigkeiten
- Ehemalige Helchenburg
- Ehemalige Burg Pain

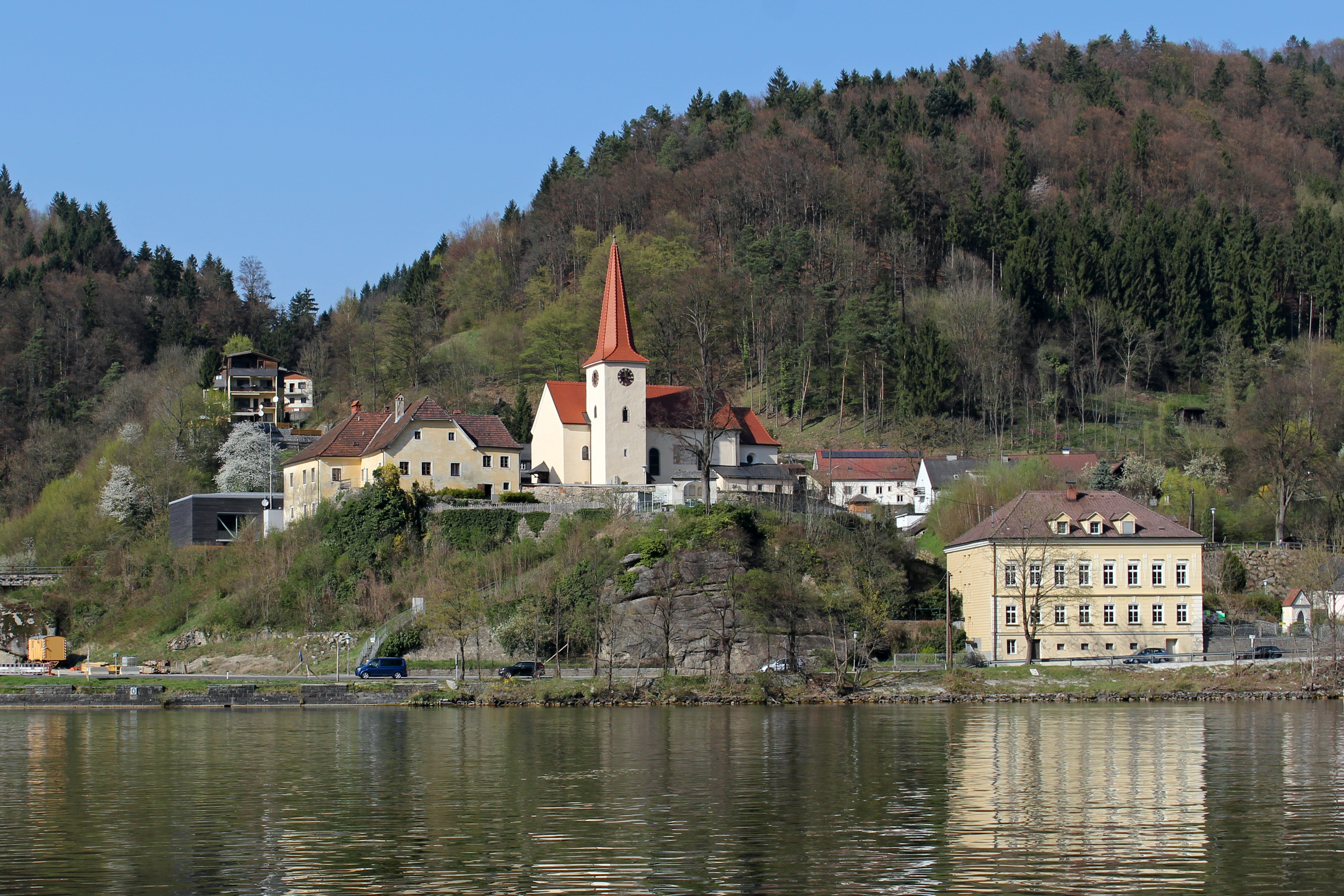
Pfarrkirche St. Nikola an der Donau

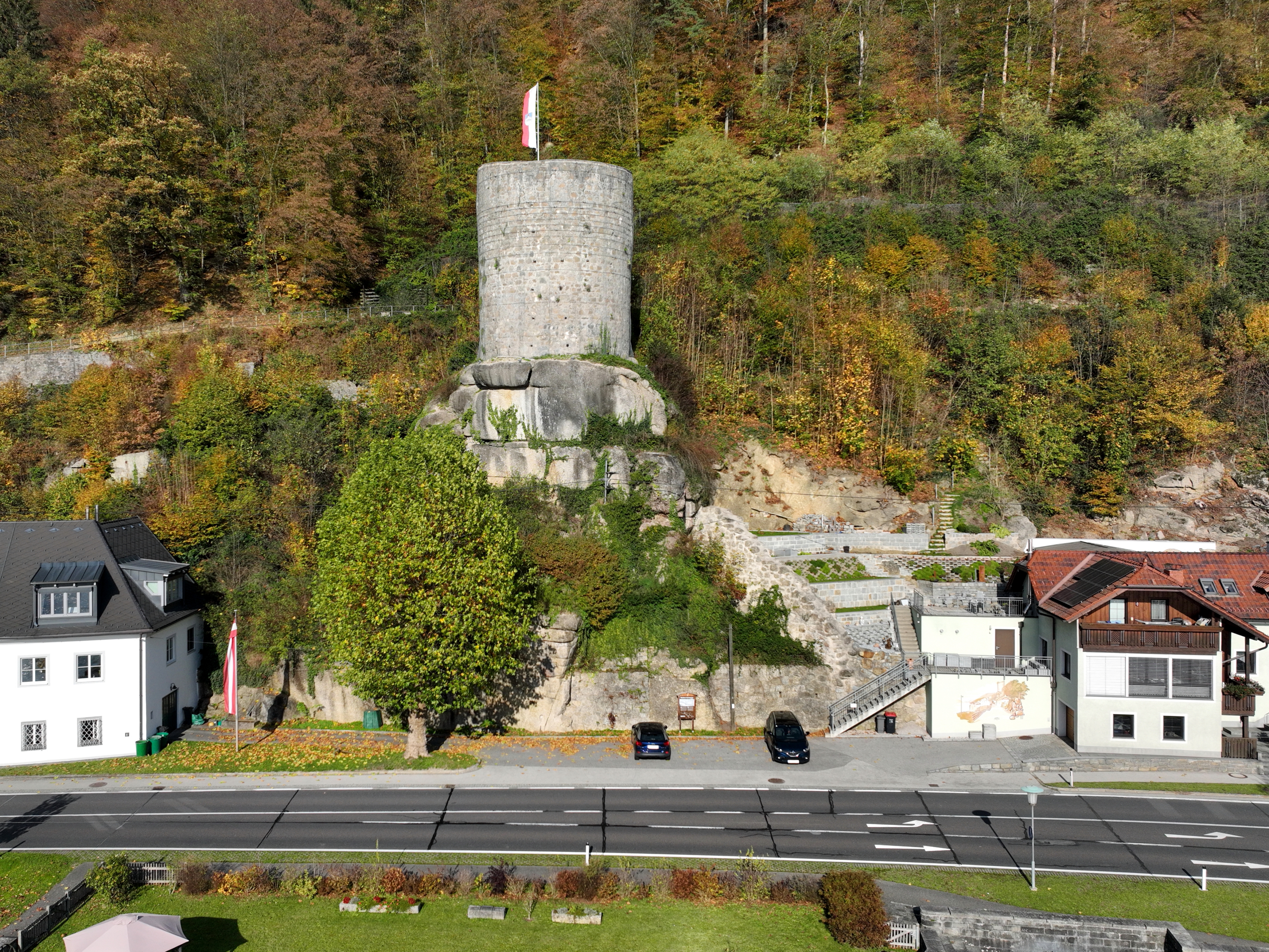
Turmruine Sarmingstein

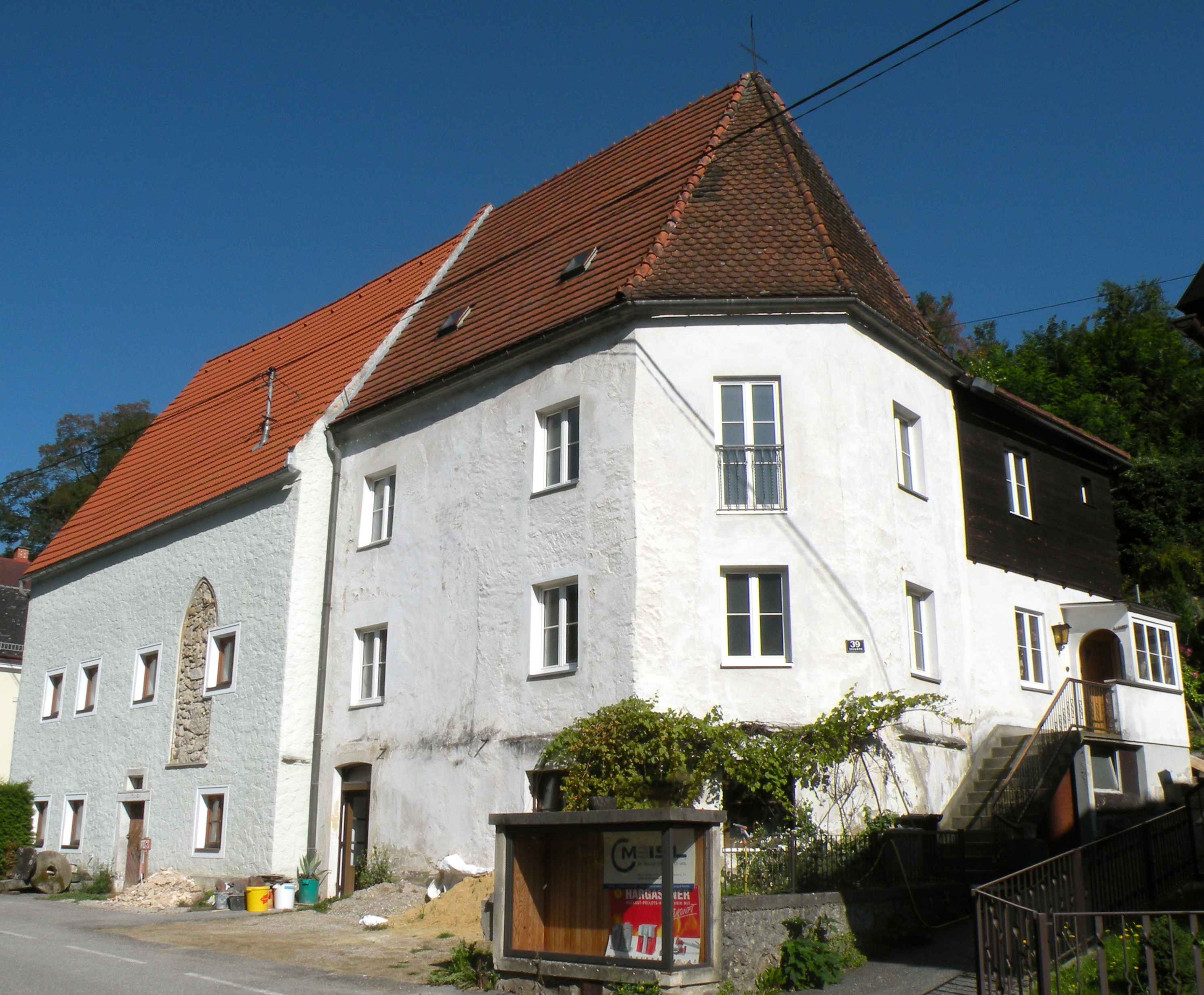
Profanierte Marienkirche in Struden

- Burgruine Säbnich: War auf Grund der Stiftung durch Otto von Machland die erste Niederlassung der Augustiner-Chorherren, die hier von 1147 bis 1161 wirkten. Die Stiftungsurkunde wurde am 16. Mai 1147 ausgestellt. Das Kloster wurde später nach Waldhausen im Strudengau verlegt.
- Turmruine Sarmingstein: Rest einer Basteianlage, die 1488 im Auftrag von Kaiser Friedrich III. von den Gebrüdern Prueschenk errichtet wurde.
- Turm auf dem Langenstein
- Burg Werfenstein
- Katholische Pfarrkirche St. Nikola an der Donau
- Profanierte Marienkirche in Struden
- Sonderpostamt Sankt Nikola an der Donau: Seit 1974 wird jährlich am 6. Dezember, dem Tag des Heiligen Nikolaus, ein Fest zu dessen Ehren gefeiert und u. a. ein Sonderpostamt eröffnet, dessen Initiator, der Briefmarkensammlerverein Grein, zu diesem Anlass jeweils eine Sondermarke mit regionalem Motiv samt Sonderstempel sowie Sonderbillets, Sonderkuverts und Schmuckkuverts anbietet.

## Wirtschaft und Infrastruktur

### Wirtschaftssektoren
Im Jahr 2011 waren in der Gemeinde 45 Erwerbstätige in der Landwirtschaft beschäftigt, 16 im Produktionssektor und 65 in Dienstleistungsberufen.

### Berufspendler
Von den rund 360 Erwerbstätigen, die in St. Nikola wohnten, hatte ein Viertel einen Arbeitsplatz in der Gemeinde und drei Viertel pendelten aus. Vierzig Menschen aus der Umgebung pendelten zur Arbeit nach St. Nikola.

### Verkehr
- Eisenbahn: Von St. Nikola gibt es eine direkte Bahnverbindung nach Linz.[16]
- Straße: Die Donau entlang führt die Donau Straße B3 von Wien bis Linz.

## Politik

### Gemeinderat
- Mit den Gemeinderats- und Bürgermeisterwahlen in Oberösterreich 1997 hatte der Gemeinderat folgende Verteilung: 8 ÖVP und 5 SPÖ.[17]
- Mit den Gemeinderats- und Bürgermeisterwahlen in Oberösterreich 2003 hatte der Gemeinderat folgende Verteilung: 9 ÖVP und 4 SPÖ.[18]
- Mit den Gemeinderats- und Bürgermeisterwahlen in Oberösterreich 2009 hatte der Gemeinderat folgende Verteilung: 9 ÖVP und 4 SPÖ.[19]
- Mit den Gemeinderats- und Bürgermeisterwahlen in Oberösterreich 2015 hatte der Gemeinderat folgende Verteilung: 10 ÖVP und 3 SPÖ.[20]
- Mit den Gemeinderats- und Bürgermeisterwahlen in Oberösterreich 2021 hat der Gemeinderat folgende Verteilung: 10 ÖVP und 3 SPÖ.[21]

### Bürgermeister
- Carl Wochberger (1850 bis 1855)
- Ignaz Schwaiger (1855 bis 1858)
- Joseph Hohenstöger (1858 bis 1864)
- Josef Strobl (1864 bis 1870)
- Georg Attenbrunner (1870 bis 1873)
- Karl Rinner (1873 bis 1875)
- Johann Fannenböck (1875 bis 1876)
- Johann Mühlberger (1876 bis 1882)
- Rudolf Schwaiger (1882 bis 1886)
- Johann Hinterleitner (1886 bis 1888)
- Georg Kasberger (1888 bis 1900)
- Johann Fannenböck (1900 bis 1906)
- Josef Seyr (1906 bis 1924)
- Franz Gruber (1924 bis 1933)
- Josef Reisner (1933 bis 1935)
- Emmerich Fischer (1935 bis 1938)
- Karl Fannenböck (1938 bis 1943)
- Josef Bruckner (1943 bis 1945)
- Josef Schneiderbauer (1945 bis 1958)
- Ernst Knauder (1958 bis 1961)
- Anton Menzl (1961 bis 1976)
- Leopold Fasching (1976 bis 2002)
- Nikolaus Prinz (ÖVP) (2002 bis dato)

Die Bürgermeister der 1875 eingemeindeten Ortsgemeinde Struden sind im Hauptartikel Struden angeführt.

### Wappen
Offizielle Beschreibung des Gemeindewappens: In Schwarz auf blauem, gewelltem Schildfuß eine hölzerne (braune) Zille an einer blauen Kette, darin vorwärts gekehrt stehend der heilige Nikolaus in bischöflicher Pontifikalkleidung, in der Linken ein Buch, darauf drei goldene Kugeln (Äpfel) liegen, in der Armbeuge einen goldenen, nach auswärts gekrümmten Hirtenstab mit silbernem Fachel, die Rechte an die Brust gelegt.

## Persönlichkeiten

### Söhne und Töchter der Gemeinde
- Barbara Ployer (* 2. September 1765 in Sarmingstein; † 1810 in Brešan, Kroatien): Klavierschülerin Mozarts, für die er die Klavierkonzerte KV 449, KV 453 und wahrscheinlich auch KV 488 komponierte.
- Anton Maria Topitz (* 26. Februar 1887 in Kodetschlag, damals Kronland Böhmen der Öst.-Ung. Monarchie, heute Jenín in Dolní Dvořiště, Tschechische Republik; † 7. April 1949 in Berlin): Sänger. Kam mit seinen Eltern Anton und Pauline am 23. Februar 1888 nach St. Nikola, da sein Vater hier die Schulleiterstelle angenommen hatte.[23]
- Josef Grafeneder (* 1934), Priester, Dichter und Heimatforscher

### Personen mit Bezug zur Gemeinde
- Leopold Helbich (1926–2004), Steinmetzmeister, Industrieller und Politiker
- Roland Wegerer (* 1974), bildender Künstler
- Anna Maria Brandstätter (* 1977), Malerin und Grafikerin